# Моравсько-Сілезький край
Моравсько-Сілезький край (чеськ. Moravskoslezský kraj; із січня 2000 по травень 2001 року Остравський край) — адміністративна одиниця, одна із 14 вищих (1-го рівня) одиниць органів місцевого самоврядування Чехії. Здебільшого розташований в південній частині, історичної області, чеській Сілезії і займає частину північної Моравії. Адміністративний центр краю — місто Острава.

## Географія

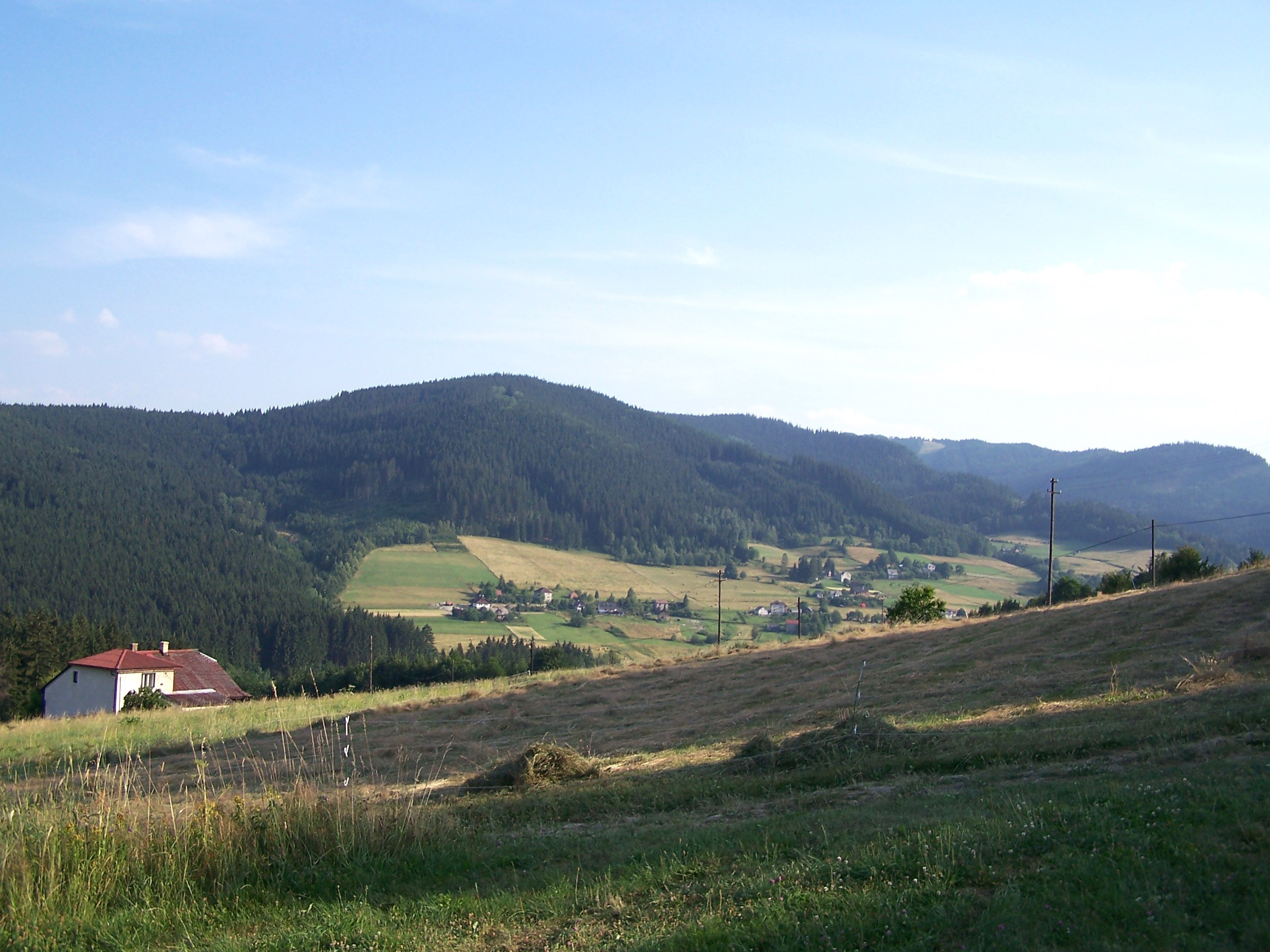
Бескиди Моравсько-Сілезького краю

Край розташований на північному сході країни, на півдні межує із Злінським краєм, на південному заході та заході — з Оломоуцьким краєм Чехії, на півночі та північному сході — з польськими воєводствами Опольське та Сілезьке, на південному сході — з Жилінським краєм Словаччини. До складу регіону входять чотири єврорегіони — Бескиди, Прадід, Сілезія, Тешинська Сілезія.
Мораво-Сілезький край має неоднорідний рельєф. На північному заході знаходиться гірський масив Грубий Єсенік (Hrubý Jeseník) з найвищою горою Моравії Прадід висотою 1491 метр над рівнем моря, який переходять у нижчі передгір'я. Найнижчою точкою краю є місце впадіння річки Олше в Одер (195 м). У центрі регіону розташована густо заселена рівнина. На південному сході ландшафт знову стає гористим і переходить у Моравсько-Сілезькі Бескиди з найвищою вершиною Лисою Горою (Lysá hora) висотою 1 323 м р.м. Площа краю становить 5 427 км², що становить 6,9% від території Чехії. Більша частина території займають сільськогосподарські угіддя, 35% — лісиста місцевість. Край багатий різними видами корисних копалин: кам'яним вугіллям, природним газом, вапняком, гранітом, мармуром, сланцями, гіпсом, піском, будівельною глиною.
Територією краю протікають такі річки як Одра, Опава, Остравіце, Моравіце (Moravice), Ольза, Лучина (Lučina) — всі належать до басейну Одра — Балтійського моря. І тільки з гірського масиву Нижній Єсенік (Nízký Jeseník), в районі міста Римаржов, кілька невеликих потоків несуть свої води у річку Мораву, басейну Дунаю — Чорного моря.

## Населення
У краї налічується 345 населених пунктів, у тому числі 42 міста, 3 містечка та 300 сіл, в яких проживає 1 236 028 мешканців (за станом на (26 березня 2011) року). Середня щільність населення краю вище середньої по країні (Чехія — 130 осіб на км²) і становить — 227,76 особи на км². Найвища щільність у місті Остраві (1453), найнижча — в окрузі Брунталь (63). За цими показниками край займає третє місце за кількістю населення, поступаючись тільки Центральночеському (1 274 633) і столиці Празі (1 272 690), та друге за густою, поступаючись тільки столиці (2 566), серед всіх 13-ти країв республіки та столиці.
23% жителів краю проживає в містах з населенням понад 5 000 осіб, а 62% населення — в містах з населенням понад 20 000 жителів.
| Роки            | 1961      | 1970      | 1980      | 1991      | 2001      | 2011      |
| --------------- | --------- | --------- | --------- | --------- | --------- | --------- |
| Населення, осіб | 1 028 762 | 1 166 807 | 1 257 090 | 1 278 726 | 1 265 019 | 1 236 028 |

## Адміністративний поділ

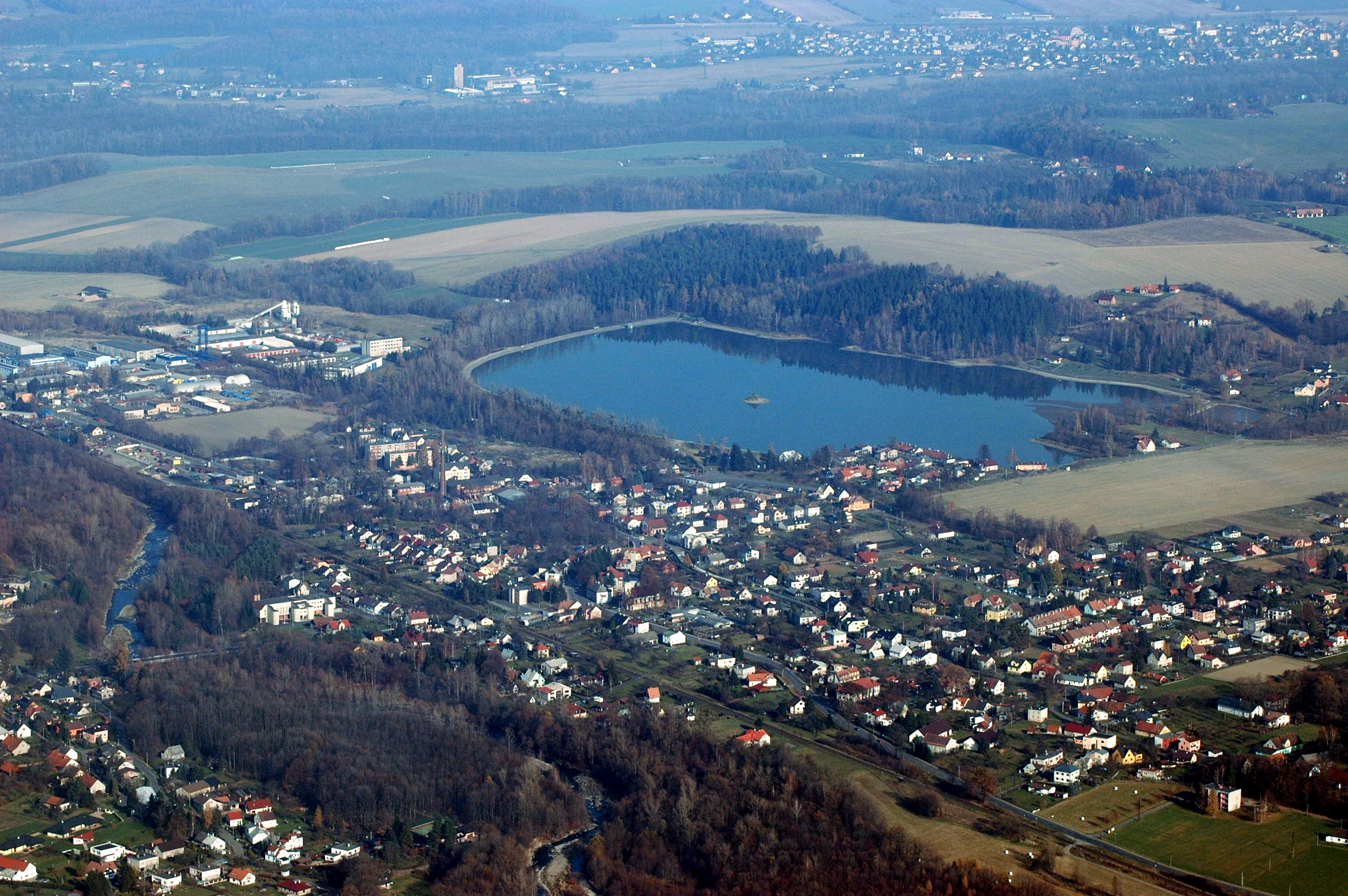
Вид на село Башка

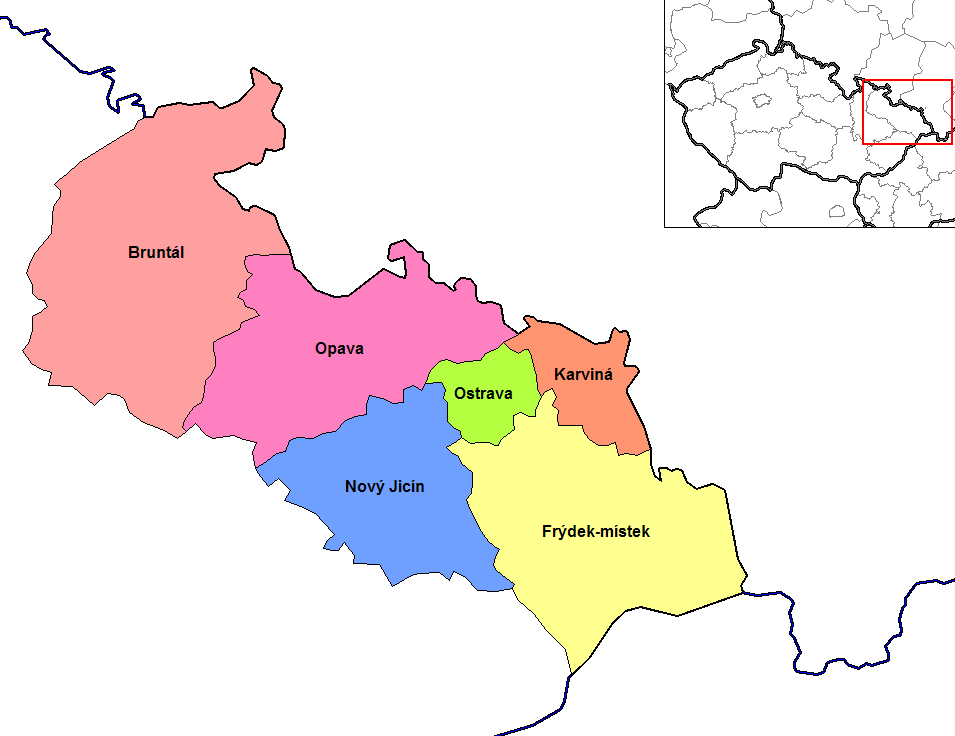
Округи Моравсько-Сілезького краю

Мораво-Сілезький край ділиться на шість округів в яких, у свою чергу, налічується 299 муніципальних утворень (общин), із них 22 муніципалітети мають розширені повноваження.
| Округи Моравсько-Сілезького краю (2011) | Округи Моравсько-Сілезького краю (2011) | Округи Моравсько-Сілезького краю (2011) | Округи Моравсько-Сілезького краю (2011)   | Округи Моравсько-Сілезького краю (2011) |
| Округ                                   | Площа, км²                              | Населення, осіб                         | Кількість населених пунктів, (міст / сіл) |                                         |
| --------------------------------------- | --------------------------------------- | --------------------------------------- | ----------------------------------------- | --------------------------------------- |
| Брунталь                                | 1 536,1                                 | 96 671                                  | 9 / 67                                    |                                         |
| Карвіна                                 | 356,2                                   | 265 379                                 | 7 / 17                                    |                                         |
| Новий Їчин                              | 881,6                                   | 152 483                                 | 11 / 54                                   |                                         |
| Опава                                   | 1113,1                                  | 177 294                                 | 8 / 77                                    |                                         |
| Острава-місто                           | 331,5                                   | 332 433                                 | 4 / 13                                    |                                         |
| Фрідек-Містек                           | 1208,5                                  | 211 768                                 | 6 / 72                                    |                                         |

## Найбільші міста

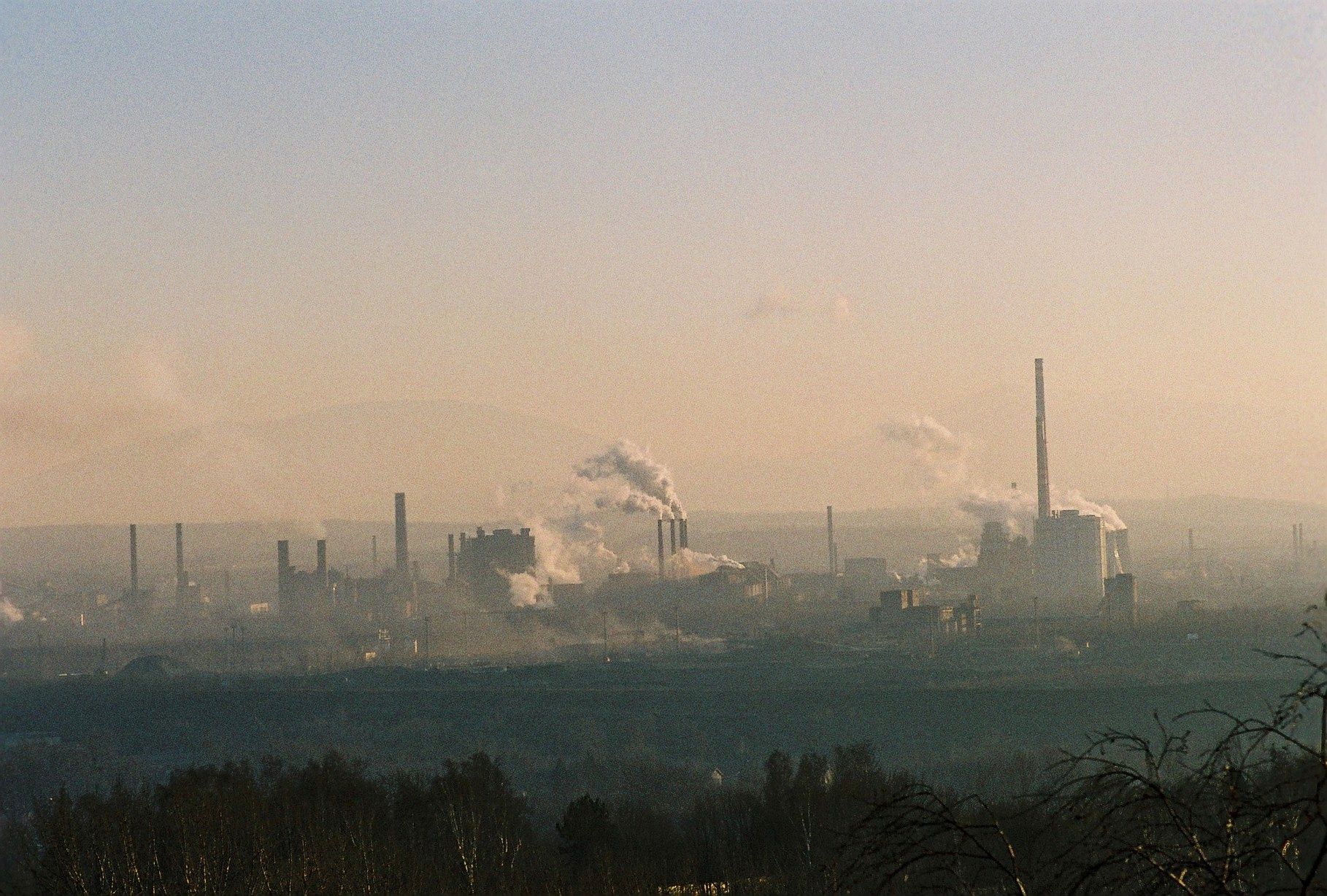
Промислова Острава

В Моравсько-Сілезькому краї нараховується 42 міста. Найбільші із них приведені в таблиці. Дані по чисельності населення міст вказані станом на 26 березня 2011) року.
| Місто         | Населення |  | Місто                   | Населення |
| Острава       | 302 456   |  | Глучін                  | 14 114    |
| Гавіржов      | 79 679    |  | Френштат-під- Радгоштем | 11 040    |
| Карвіна       | 59 627    |  | Студенка                | 10026     |
| Опава         | 58 643    |  | Фрідлант-на- Остравіці  | 9 707     |
| Фрідек-Містек | 58 193    |  | Пршибор                 | 8 691     |
| Тршинець      | 37 056    |  | Римаржов                | 8 601     |
| Орлова        | 31 342    |  | Біловець                | 7 586     |
| Чеський Тешин | 25 234    |  | Одри                    | 7 451     |
| Крнов         | 24 831    |  | Рихвальд                | 7 151     |
| Новий Їчин    | 23 909    |  | Петршвальд              | 7 024     |
| Копрживниці   | 22 899    |  | Краварже                | 6 734     |
| Богумін       | 22 044    |  | Вітков                  | 6 033     |
| Брунталь      | 17 030    |  | Фульнек                 | 5 889     |

## Економіка і транспорт

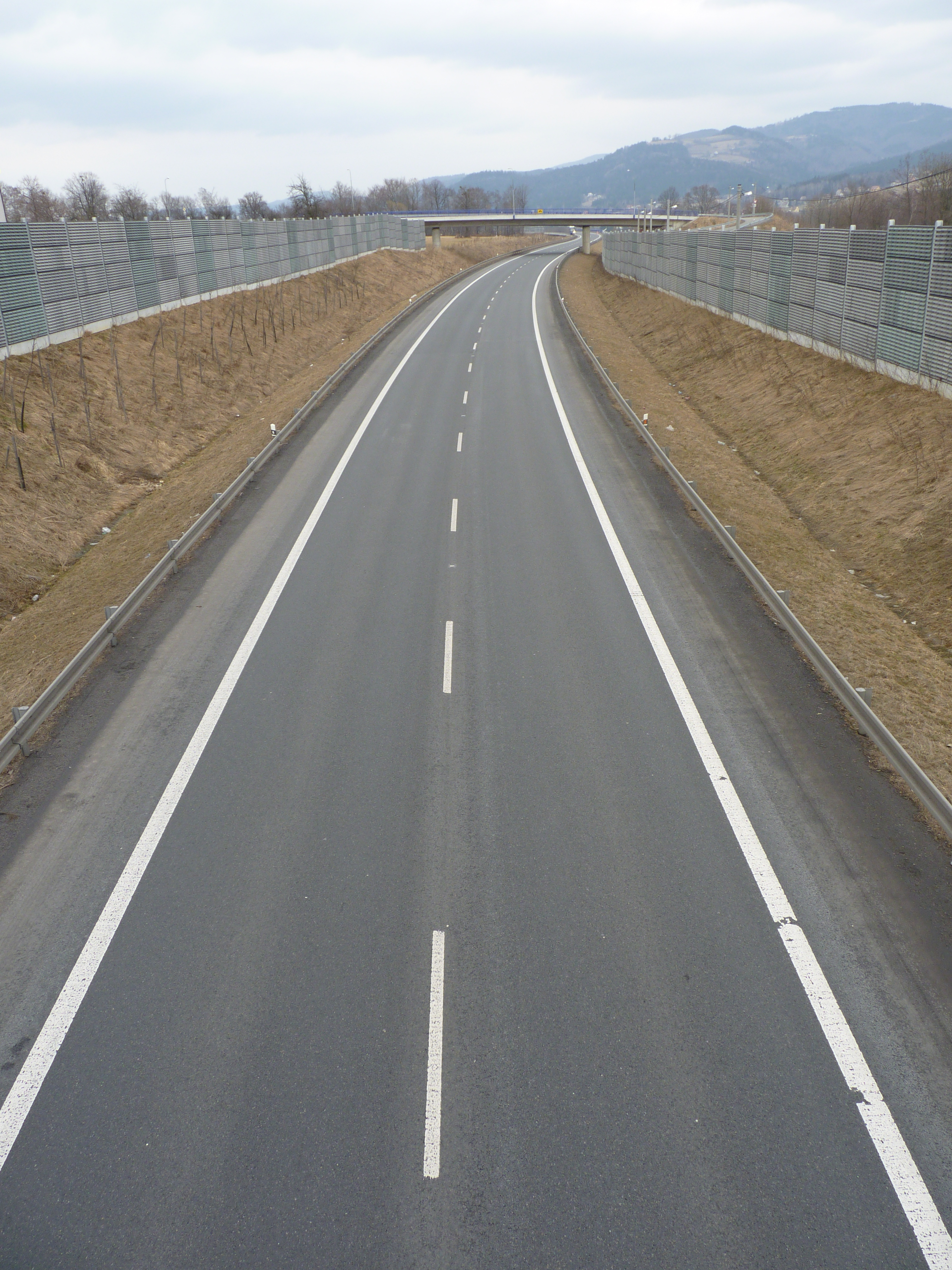
Автомагістраль біля Яблункова

На частку регіону припадає 10,4% валового національного продукту Чехії, що становить 351 861 000 000 чеських крон. Всі підприємства з виплавки чавуну і 92% виробництва сталі в Чехії зосереджені в Моравсько-Сілезькому краї. Видобуток кам'яного вугілля також здійснюється в цьому регіоні. Інші важливі галузі економіки краю окрім важкої промисловості — це енергетика, видобуток природного газу, виробництво вантажних автомобілів, а також харчова промисловість.
В регіоні зайнято на виробництві в загальній складності 197 069 осіб, працює 24 422 компаній, 1606 кооперативів і 26 державних підприємств. Середній рівень зареєстрованого безробіття становить 11,44%, середня брутто заробітна плата становить 22 043 крон. Округ має в цілому 20 промислових зон. Тут працює 5530 зарубіжних фірм, найбільшу вагу серед яких мають промислові компанії із Словаччини (24,8%), Польщі (18,5%) і Німеччини (14,5%).
У регіоні відсутні великі автомагістралі. До закінчення будівництва траси D47 (D47) Прага — Брно — Острава — Старий Богумін (Starý Bohumín, польський кордон), рух автотранспорту здійснюється по магістралях E75 Опава — Острава — Чеські-Тешин — Мости-у-Яблункова і E462 Новий Їчин — Фрідек-Містек  — Чеські-Тешин. У регіоні є дві залізничні електрифіковані лінії європейського значення — № 270 і № 320, які є частиною другого і третього залізничного транзитного коридору. Поблизу містечка Мошнов (за 20 км від міста Острава) розташований міжнародний аеропорт Аеропорт Леоша Яначека.

## Культура
У краї налічується 19 театрів, 63 музеї, 99 галерей мистецтва. Культурним центром регіону є місто Острава, в якому є кілька театрів і симфонічний оркестр. У регіоні діють технічні музеї: автомобільної промисловості в Копрживніце і гірничодобувної промисловості в Острава-Петржковіце.

## Туризм
На півночі краю розвинений туризм, в тому числі пов'язаний з зимовими видами спорту. Також в краї багато історичних пам'яток, що залучають туристів із багатьох країн світу. Це історичні центри міст Пржібор, Нови-Йічин та Штрамберк, замки Градець-над-Моравіці, Радунь, Краварже, Старі-Йічин, Совінец.